# Гаммельбі
Гаммельбі (нім. Gammelby), також Гаммельбю (дан. Gammelby) — громада в Німеччині, розташована в землі Шлезвіг-Гольштейн. Входить до складу району Рендсбург-Екернферде. Складова частина об'єднання громад Шляй-Остзее.
Площа — 8,3 км2. Населення становить 523 ос. (станом на 31 грудня 2020).